# Fonction perlocutoire
La fonction perlocutoire du langage, ou un acte perlocutoire, est, en linguistique pragmatique, l'effet psychologique que produit la phrase sur le récepteur, par contraste avec l'acte illocutoire. La fonction perlocutoire se comprend ainsi dans l'ensemble formé avec l'acte locutoire et la force illocutoire. 

## Origine du concept

### Acte illocutoire, acte perlocutoire
La distinction entre illocutoire et perlocutoire provient de la théorie des actes de langage de John Austin (Quand dire, c'est faire), selon laquelle un acte performatif de langage (une promesse, un ordre, etc.) se divise en deux effets distincts : un effet illocutoire, qui consiste en la fonction performative de l'acte de langage au niveau conventionnel (je ne peux promettre, ou baptiser un bateau, que si certaines circonstances, ou normes conventionnelles sont réunies), et un effet perlocutoire, qui désigne l'effet psychologique ressenti par le destinataire (confiance, peur, timidité, etc.). 

### Acte perlocutoire et intentionnalité
L'acte perlocutoire se distingue ainsi de l'intentionnalité, dans la mesure où l'effet psychologique ressenti par le récepteur ne dépend pas de mon intention signifiante (par exemple, il ne dépend pas de moi que le récepteur ait confiance en ma promesse, ou qu'il se sente insulté quand je l'insulte; mais si je dis : « je promets que... », alors l'acte illocutoire de la promesse a eu lieu, que je veuille, ou non, tenir cette promesse – celle-ci tenant sa valeur non pas de mon intentionnalité, de ma sincérité, mais de la convention selon laquelle affirmer « je promets que... » c'est engager sa parole).

## L'effet perlocutoire
L'effet perlocutoire est ainsi l'effet produit par la production de l'énoncé sur le co-énonciateur ou sur ses actes. Par exemple, à la suite de la phrase : « Il fait un froid de canard », le co-énonciateur se lève et ferme la fenêtre.